# Coptosperma bernierianum
Coptosperma bernierianum är en måreväxtart som först beskrevs av Henri Ernest Baillon, och fick sitt nu gällande namn av De Block. Coptosperma bernierianum ingår i släktet Coptosperma och familjen måreväxter.
Artens utbredningsområde är Madagaskar. Inga underarter finns listade i Catalogue of Life.